# Skagi
Skagi é uma península do noroeste da Islândia.

Está situada na região de Norðurland vestra, entre a baía de Húnaflói, a oeste, e o fiorde de Skagafjörður, a leste.